# Давид Дауд
Давид Дауд (фр. David Daoud; Бејрут, 4. јануар 1970) француски је сликар либанског порекла. Добитник је награде Карфорт 2011. године од стране организма „Француска Фондација”.

## Биографија
Давид је рођен 1970. године у Либану. Заједно са својим родитељима 1983. године сели се у Француску због Либанског грађанског рата. Након завршене основне и средње школе уписује се на академију ликовне уметности у Паризу. Добитник је награде Карфорт 2011. године од стране организма „Француска Фондација” која награђује све талентоване сликаре широм Француске.

## Експозиције
- 2007 : галерија des Arches, Париз;
- 2009 : галерија Maison des Muses, Руел Малансон;
- 2009 : галерија Arcina, Париз;
- 2009 : галерија Itinérance, Париз;
- 2009 : галерија Thuillier, Париз;
- 2010 : галерија Actée, Шарантон ле Пон;
- 2010 : галерија La Source, Фонтен ле Дижон;
- 2011 : River Gallery, Братислава, Словачка;
- 2014 : галерија Matthieu Dubuc, Руел Малансон;
- 2015 : Beaux Arts галерија, Париз;
- 2016 : галерија „Данијела Бургет”;
- Септембар 2020 : Galerie Bourdette Gorszkowski, Honfleur.
- Септембар 2020 : Институт арабског језика, Париз.
- Мај - Јун 2021 : Колмар.